# Mark Lanegan
Mark William Lanegan (født 25. november 1964, død 22. februar 2022) var en amerikansk guitarist/singer-songwriter som er bedst kendt som forsanger, guitarist og sangskriver i bandet Screaming Trees (1985-2000) og senere Queens of the Stone Age (2002-2005). Han var også kendt som frontfigur for bandet The Gutter Twins. Foruden at have udgivet elleve soloalbum, skrev han også flere bøger.

## Diskografi
- The Winding Sheet (1990)
- Whiskey for the Holy Ghost (1994)
- Scraps at Midnight (1998)
- I'll Take Care of You (1999)
- Field Songs (2001)
- Bubblegum (2004)
- Blues Funeral (2012)
- Imitations (2013)
- Phantom Radio (2014)
- Gargoyle (2017)
- Somebody's Knocking (2019)
- Straight Songs of Sorrow (2020)